# 戴維斯半島 (埃爾斯沃思地)
戴維斯半島（英語：Davis Promontory），是南極洲的半島，位於埃爾斯沃思地，處於哈沃拉陡崖東北端附近，由美國南極名稱諮詢委員命名，現時由南極條約體系管理。